# مقاطعة سويسرا (إنديانا)
مقاطعة سويسرا (بالإنجليزية: Switzerland County, Indiana)‏ هي إحدى مقاطعات ولاية إنديانا في الولايات المتحدة. تأسست سنة 1814، بلغ عدد سكانها 10613 نسمة في عام 2010 حسب إحصاء مكتب تعداد الولايات المتحدة وتصل الكثافة السكانية فيها 16 نسمة/كم2.

## أعلام
- راي موريسون

## وصلات خارجية
- United States Counties